# Забруднення довкілля в процесі переробки вуглеводнів
Забруднення довкілля в процесі переробки вуглеводнів

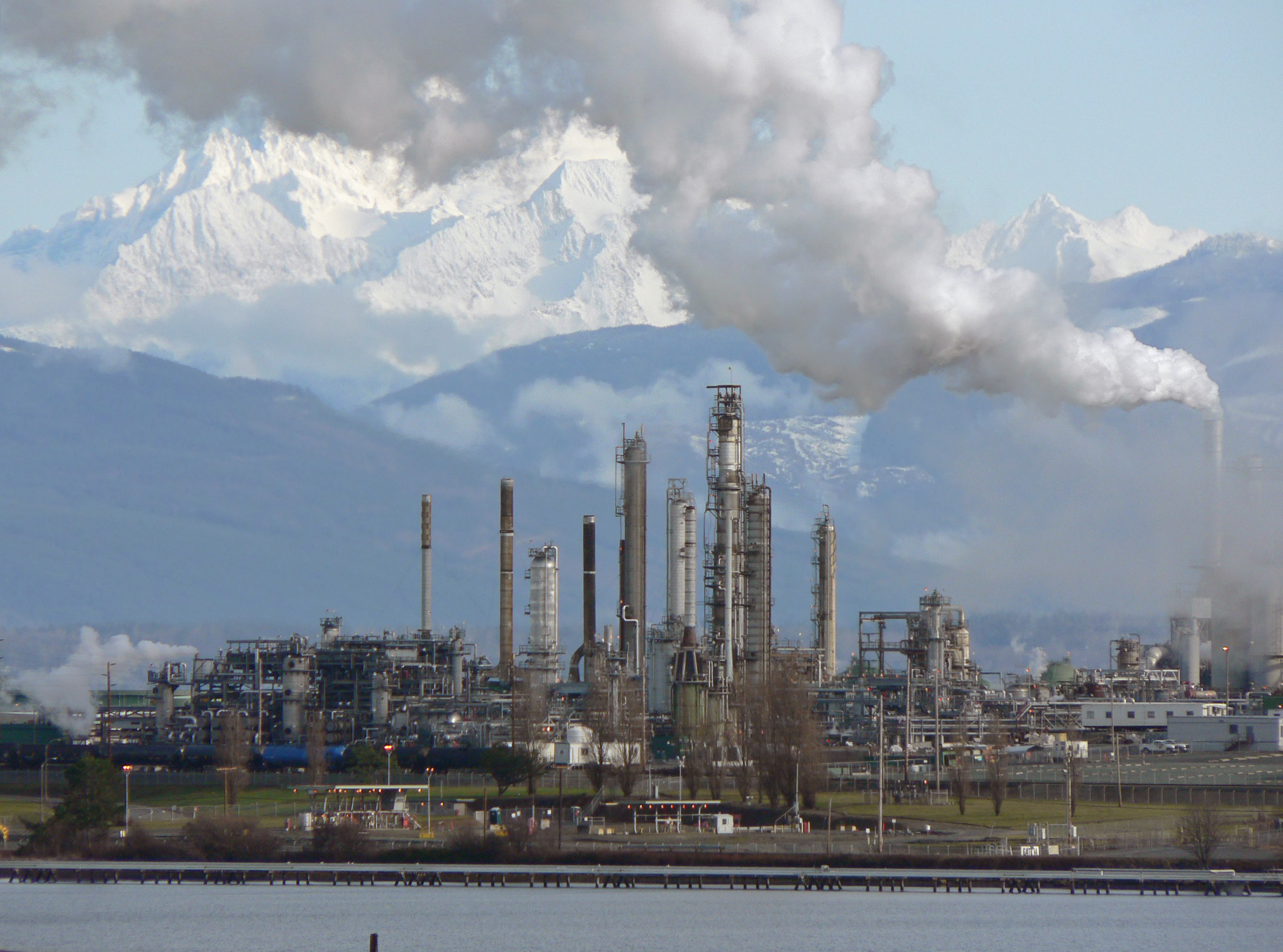
Нафтопереробний завод Anacortes (Marathon), на південний схід від Anacortes, Washington, Сполучені Штати. Візуалізація викидів.

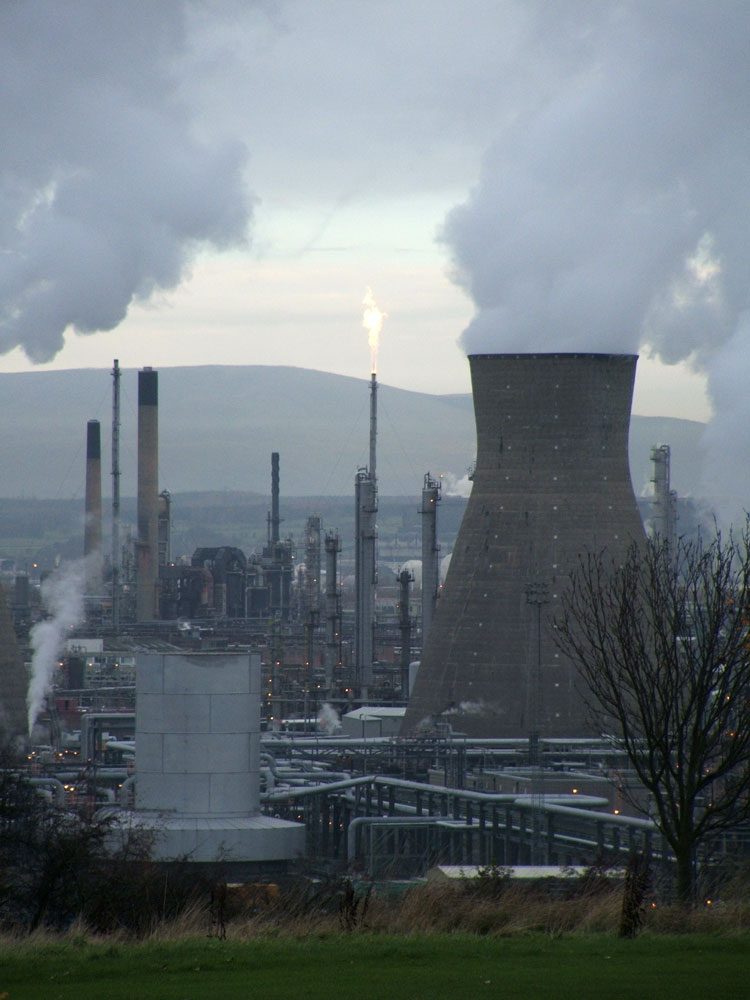
Нафтопереробний завод в Грейнджмуті, Шотландія. Візуалізація викидів.

Переробка нафти являє собою багатостадійний процес з розділення цих вуглеводнів на фракції (первинна переробка) і зміни структури молекул окремих фракцій (вторинна переробка). Однак цей процес не є безвідходним, значна кількість шкідливих або навіть отруйних речовин потрапляє в навколишнє середовище. Екологічні проблеми переробки нафти включають в себе забруднення атмосфери, вод світового океану і літосфери.
Див. також Нафтопереробний завод

## Загальний опис
Отримані з нафти продукти можна розділити на наступні групи: 1) паливо; 2) нафтові олії; 3) парафін, церезин, вазелін; 4) нафтовий бітум; 5) освітлювальний гас; 6) розчинники; 7) інші нафтопродукти (кокс, консистентні мастила, нафтові кислоти та ін.).
Паливо зазвичай поділяють на авіаційні та автомобільні бензини, тракторне, реактивне, дизельне, газотурбінне і котельне паливо. Нафтові мастила включають моторні, індустріальні, циліндрові, турбінні, компресорні та інші групи, які використовуються для змащування різних видів устаткування. Парафін являє собою твердий продукт, служить сировиною для виробництва синтетичних жирних кислот і спиртів; широке застосування має вазелін, який використовується в медицині і техніці. Нафтові бітуми застосовують при виготовленні ізоляційних і покрівельних матеріалів, а також в дорожньому будівництві.
Природно, що вилучення з нафти цих матеріалів, подальша їх переробка супроводжуються виділенням якихось компонентів, що певним чином забруднюють навколишнє середовище.
Основним джерелом забруднення атмосфери служать підприємства з переробки нафти, нафтопереробні заводи. Практично в кожній країні вони викидають в атмосферу неприйнятну за екологічними стандартами кількість забруднюючих речовин. Найбільший обсяг шкідливих речовин утворюється в ході процесів каталітичного крекінгу. До складу викидів входить близько ста найменувань речовин, серед яких потрібно відзначити важкі метали (свинець), оксид сірки (SO2), оксид азоту (NO2), вуглекислоту, чадний газ, діоксини, хлор, бензол, плавикову кислоту (HF).
Викид в атмосферу оксидів азоту, сірки, сполук алканового ряду сприяє формуванню парникового ефекту, що в свою чергу призводить до зміни кліматичних умов на Землі. Потрапляючи в атмосферу, такі гази як SO2, NO2 і СO2, при взаємодії з водою утворюють кислоти, які згодом випадають на земну поверхню у вигляді опадів (кислотних дощів), згубно впливаючи на живі організми. Компоненти викидів вступають в реакції з озоном атмосфери, що призводить до його руйнування і формування озонових дір. Внаслідок цього всі живі організми планети піддаються впливу жорсткого короткохвильового ультрафіолетового випромінювання, що є найсильнішим мутантом.
Більшість газів, що викидаються нафтопереробними заводами в атмосферу, є шкідливими для будь-якого живого організму. Так у людей і тварин вони можуть викликати патології дихальної системи (астма, бронхіт, асфіксія). Газоподібні викиди містять велику кількість дрібних твердих частинок, які, осідаючи на слизових оболонках дихальних шляхів, також перешкоджають нормальним процесам респірації.
Забруднення вод світового океану відбувається наступним чином і призводить до таких наслідків. Стічні води нафтопереробних підприємств відводяться за двома системами каналізації. Води першої системи використовуються повторно. Води другої потрапляють в природні водойми. Незважаючи на очистку, стічні води містять велику кількість забруднюючих речовин, серед яких слід назвати бензоли, феноли, алкани, алкени та ін. Всі ці речовини несприятливо впливають на гідробіоту, водні організми.
В першу чергу забруднюючі речовини знижують концентрацію кисню в воді, що призводить до загибелі багатьох водних мешканців від удушення. Речовини стічних вод мають канцерогенний, мутагенний та тератогенний ефект, що також призводить до загибелі гідробіонтів. Відмерша органічна речовина служить відмінним субстратом для бактерій гниття, які протягом лічених місяців можуть перетворити водойми у мертві відстійники.
Екологічні проблеми переробки нафти зачіпають і тверду оболонку Землі. Головним джерелом забруднення літосфери служать відходи нафтопереробних заводів, які містять адсорбенти, золу, різноманітні осади, пил, смолу, і інші тверді речовини, що утворюються безпосередньо при переробці нафти, а також при очищенні стічних вод і атмосферних викидів. З огляду на можливість поширення отруйних речовин за допомогою ґрунтових вод, збиток від забруднення літосфери продуктами нафтопереробки колосальний. Негативний вплив особливо гостро позначається на рослинних організмах і інших живих істот, чия життєдіяльність пов'язана з ґрунтом.
Таким чином, проблема негативного впливу процесів переробки нафти на екологію планети стає з кожним днем все більш актуальною. Вплив цей багатогранний: забрудненню піддаються всі оболонки Землі — атмосфера, гідросфера, літосфера і біосфера. Вирішення цієї проблеми можливе. Людство вже досягло того рівня розвитку і науково-технічного прогресу, який дозволить зробити переробку нафти безпечною для навколишнього середовища.